# 王道商業銀行
王道商業銀行（O-Bank，簡稱王道銀行、王道商銀）為王道銀行集團的旗下銀行。原為1999年7月成立「台灣工業銀行」，2017年1月3日改制為商業銀行並更為現名。是台灣少數以數位銀行為主體的新型態銀行，目前在台灣有6個營業據點，境外據點則有天津代表處與香港分行。

## 歷史

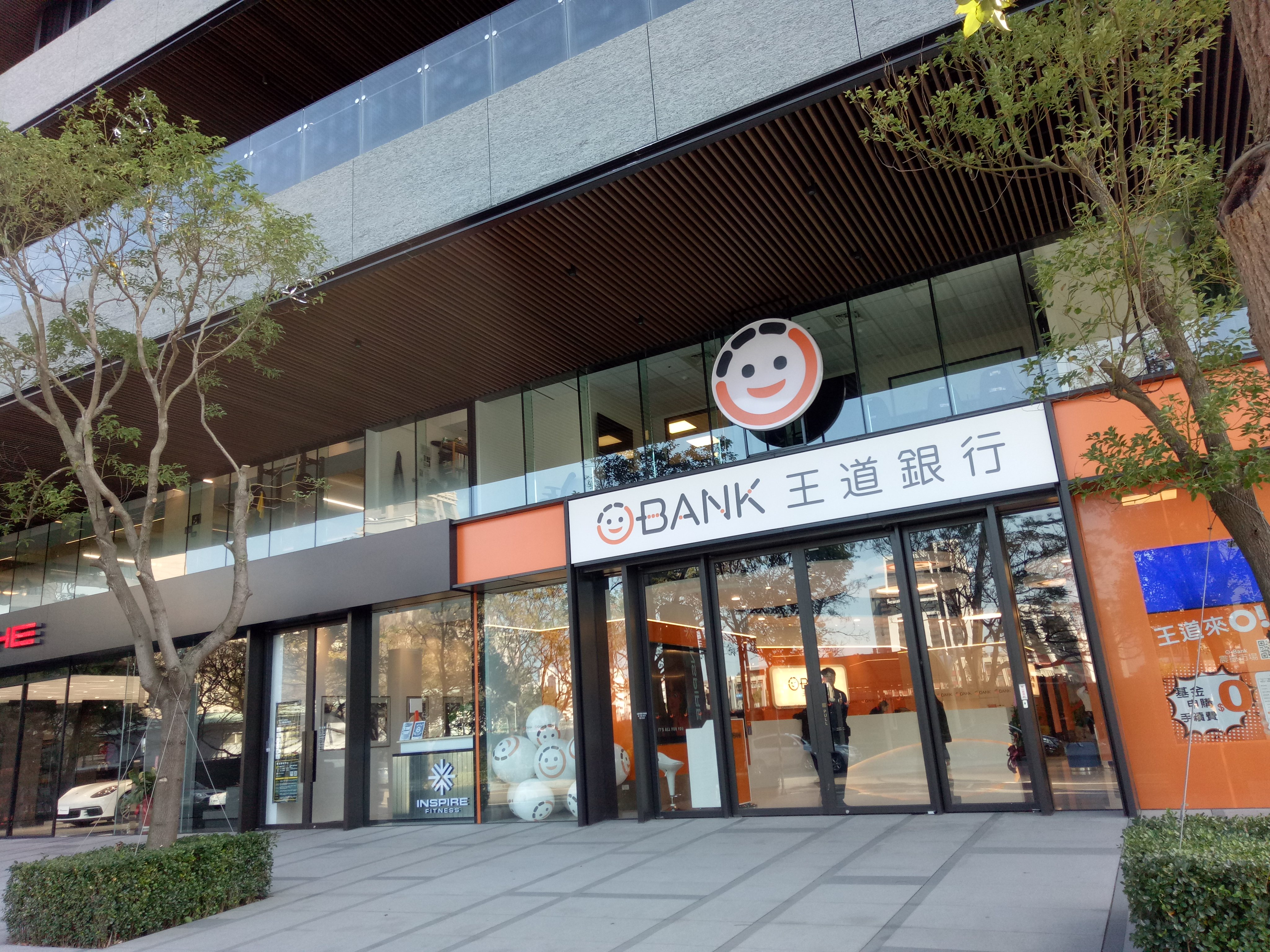
王道银行桃园分行

- 1999年7月，駱錦明與謝森中聯合發起並結合民間企業力量成立「臺灣工業銀行」。9月，臺灣工業銀行正式開業。
- 2004年8月，臺灣工業銀行股票登錄興櫃。
- 2008年2月，內湖科技園區臺灣工業銀行總部大樓落成啟用。
- 2009年4月，臺灣工業銀行首家海外分行「香港分行」開業。
- 2012年4月，臺灣工業銀行天津代表處正式開幕。
- 2015年10月，臺灣工業銀行股東臨時會通過向中華民國金融監督管理委員會申請改制為商業銀行，並將更名為「王道商業銀行」[2]；12月，金管會正式核准臺灣工業銀行變更登記為商業銀行。[3]
- 2017年1月3日，臺灣工業銀行正式改制為「王道商業銀行」，跨足個人金融市場。
- 2017年5月5日，王道銀行於台灣證券交易所股票上市。[4]
- 2017年7月，王道銀行率先業界推出機器人理財服務。
- 2018年6月，王道銀行不動產投資信託基金「圓滿一號」掛牌上市，為台灣近十年首件掛牌上市的不動產投資信託基金。[5]
- 2020年6月，駱怡君接任王道銀行董事長，駱錦明改任榮譽董事長。
- 2021年8月，王道銀行簽署赤道原則。[6]
- 2021年12月，王道銀行發行首檔綠色債券。[7]
- 2022年3月，王道銀行率先業界推出「消費碳排放明細」功能。[8]
- 2024年6月，王道銀行率先業界推出「交通減碳明細」功能。

## 獲獎榮譽
- 2002年，以「徵授信電子化風控制度」獲第一屆台灣傑出金融業務菁業獎「最佳風險管理獎」
- 2003年，發行全國首件金融資產證券化商品「台灣工銀企業貸款債權信託受益證券（CLO-1）」，獲Asia Money、The Asset、Financial Asia等三家財經媒體評選為「亞洲地區2003年最佳境內發行資產證券化案例」（deal of the year）
- 2004年，發行全國首宗不動產證券化商品「嘉新國際萬國商業大樓資產信託受益證券」
- 2004年，獲第二屆台灣傑出金融業務菁業獎「最佳商品設計獎」
- 2006年，協助奇美電子發行「應收帳款證券化短期受益證券（ABCP）」，國內首宗將企業海內外應收帳款證券化之案例
- 2012年、2014年，獲金融聯合徵信中心「金質獎」
- 2016年，獲台灣永續能源基金會頒發台灣企業永續獎「企業永續報告獎」銀獎。
- 2017年，10月獲得美國B型實驗室（B Lab）之B型企業認證，成為全球第一家通過B型企業認證的上市銀行，也是台灣第一家通過B型企業認證的上市公司、第一家通過B型企業認證的金融業者。[9]11月，獲第三屆Gartner亞太區數位金融創新競賽之「亞太區最佳數位金融大獎」以及「最佳創新數位商業模式獎」、獲台灣企業永續獎之「企業永續報告獎」金獎。
- 2018年8月，獲天下雜誌頒發「2018天下CSR企業公民獎」，首次參賽即以中堅企業組新進企業第一高分而獲得新秀獎之殊榮；9月，獲IDC「數位轉型大獎」訊息及數據轉型領導者；10 月，獲《亞洲銀行家》頒發2018年臺灣最佳數位銀行[10]，以及獲遠見雜誌頒發遠見數位金融服務最佳銀行大賞「傑出獎」；11月，獲國家品牌玉山獎「傑出企業類」全國首獎、「傑出領導人獎」、「傑出產品獎」，台灣傑出金融業務菁業獎「最佳數位金融獎」優等獎，以及台灣企業永續獎「企業永續報告獎」銀獎及「性別平等獎」。

- 2019年8月，獲《天下雜誌》頒發「2019天下CSR企業公民獎」中堅企業組第六名；10月，獲國際金融媒體《亞洲銀行家》(The Asian Banker) 頒發「2019台灣最佳雲端應用獎」；11月，獲台灣企業永續獎綜合績效類「台灣永續企業績優獎」，單項績效類「性別平等獎」、「人才發展獎」與「創意溝通獎」，以及「企業永續報告獎」金獎等五大獎項。
- 2020年9月，獲《天下雜誌》頒發「2020天下CSR企業公民獎」中堅企業組第二名；11月，獲台灣永續能源基金會頒發台灣企業永續獎綜合績效類「台灣永續企業績優獎」，單項績效類「性別平等獎」和「創意溝通獎」，以及永續報告類金融及保險業「銀獎」。
- 2021年9月，再度獲《天下雜誌》頒發「2021天下永續公民獎」之「中堅企業組第二名」；11月，獲台灣企業永續獎綜合績效類「台灣永續企業績優獎」，單項績效類「性別平等領袖獎」與「創意溝通領袖獎」，永續報告類金融及保險業「金獎」，以及全球永續獎「最佳案例獎」世界組績優案例。
- 2022年11月，獲台灣企業永續獎綜合績效類「台灣百大永續典範企業獎」、單項績效類「性別平等領袖獎」與「創意溝通領袖獎」，以及永續報告類金融及保險業「銀獎」。
- 2023年1月，於國際永續評鑑Sustainalytics公布的ESG風險評等中獲得8.7分佳績，根據公司投資人關係整合平台資訊，此成績在台灣金融業中排名第一、上市櫃公司中排名第三；10月，獲得《工商時報》數位金融獎「數位創新獎」及「數位普惠獎」銀行組優質獎；11月，獲台灣企業永續獎綜合績效類「台灣永續企業績優獎」，單項績效類「社會共融領袖獎」、「性別平等領袖獎」、「職場福祉領袖獎」、「創意溝通領袖獎」，以及永續報告類金融及保險業「銀獎」。
- 2024年3月，於國際永續評鑑Sustainalytics公布的ESG風險評等中獲得6.59分，根據公司投資人關係整合平台資訊，此成績連續兩年蟬聯台灣金融業第一，更於台灣上市櫃公司中排名第二；6月，於全球指標性機構富時羅素（FTSE Russell）公布的永續評鑑分數中獲得4.3分佳績，根據公司投資人關係整合平台資訊，此成績在台灣金融業中排名第一，並在全台上市櫃公司中排名第四；9月，獲《天下雜誌》頒發「2024天下永續公民獎」中堅企業組第五名。

## 主要子公司
- 中華票券金融公司(28.37%持股)
- (美國)華信商業銀行 (美國)（英语：EverTrust Bank）(91.78%持股)
- 財團法人王道銀行教育基金會

## 外部連結
- （繁體中文）王道商業銀行 （页面存档备份，存于）
- 王道商業銀行的Facebook專頁